# Shimada-shima
Shimada-shima oder Shimada-jima (jap. 島田島) ist eine japanische Insel der Seto-Inlandsee.

## Geografie
Die 5,73 km² große Insel liegt südwestlich von Awaji-shima getrennt durch die Naruto-Straße und nordöstlich von Shikoku getrennt durch die Konaruto-Straße („kleine Naruto-Straße“). Im Osten liegt Ōge-jima und im Süden Takashima. Das Gewässer zwischen den drei Inseln wird Uchi-no-umi (ウチノ海, „innere See“) genannt. Vor der Ostküste liegt das Eiland Kagami-jima (鏡島; 34° 13′ 30″ N, 134° 36′ 22″ O).
Die höchste Erhebung von Shimada-jima mit 164,5 m befindet nordwestlich des Ortsteils Musa.
Die Insel besteht aus folgenden Oberortsteilen (ōaza) der Gemeinde Naruto: Setochō-Ōshimada (瀬戸町大島田, „Groß-Shimada“) im Nordwesten, Setochō-Muro (瀬戸町室) im Nordosten, Setochō-Musa (瀬戸町撫佐) im Osten, Setochō-Nakashimada (瀬戸町中島田, „Mittel-Shimada“) im Zentrum und Westen, Setochō-Koshimada (瀬戸町小島田, „Klein-Shimada“) im Südwesten, sowie dem Unterortsteil (koaza) Awai (阿波井) von Seto-Dōnoura (瀬戸町堂浦) im Süden. In diesen, ausgenommen Awai, lebten 248 Einwohner (2010) auf der Insel.

## Verkehr
Größtenteils über den östlichen Bergrücken entlang führt die Panoramastraße Naruto Skyline die einen Blick auf Uchi-no-umi bietet. Diese kommt von Ōge-jima über die Horigoe-Brücke (堀越橋, Horigoe-bashi) und führt dann über die Neue Konaruto-Brücke (小鳴門新橋, Konaruto-shinbashi) nach Shikoku.